# Austroturris steira
Austroturris steira é uma espécie de gastrópode do gênero Austroturris, pertencente a família Borsoniidae.